# コンデ美術館
コンデ美術館（コンデびじゅつかん、フランス語: Musée Condé）は、パリから40kmほど北のシャンティイ（オワーズ県）にあるフランスの美術館である。
1897年、国王ルイ・フィリップの息子であるオマール公アンリ・ドルレアンが死亡し、シャンティイ城とコレクションの全体がフランス学士院に遺贈された。遺贈内容には、美術館として改装された居室とともに、歴代コンデ公およびオマール公アンリ・ドルレアン自身によって18世紀から19世紀にかけて改装された、古い大小の居室が含まれている。
所蔵品の中でも、オールドマスターによる絵画はおそらくフランス屈指の重要性を誇る。主にイタリア絵画とフランス絵画からなり、例えばフラ・アンジェリコが3点、ラファエロが3点、ニコラ・プッサン5点、アントワーヌ・ヴァトー4点に、ドミニク・アングルが5点ある。2500点の素描作品も所蔵しており、蔵書の中には1,500点の写本が含まれ、そのうち200点は装飾写本であり、有名な『ベリー公のいとも豪華なる時祷書』もある。他にも、版画、ミニアチュール肖像画、彫刻、初期の写真や装飾芸術、家具、そして陶磁器のコレクションを収蔵している。
オマール公の遺志により、所蔵作品の貸し出しは禁止されており、また、作品の展示室にも一切の変更が禁止されているため、コンデ美術館のコレクションは、シャンティイでしか見ることが出来ない。結果的に、展示手法が1898年の美術館開館以来一切変わっていない。この美術館の入場者数は毎年およそ24万人である。年に4度開催される特別展では、普段は収蔵庫に収められている作品の一部を見ることが出来る。

## 歴史
アンリ・ドルレアンは、オマール公という爵位で呼ばれることが多いが、生涯を通じ、ヨーロッパで彼の祖先たちが所有していたにもかかわらず戦争や革命によって散逸してしまっていた芸術作品を収集した。作品の蒐集にとってひときわ役立ったのがイギリスへの亡命期間（1848年より1870年）であった。フランスに戻ると、彼はシャンティイの地所への城の再建に取りかかり、そこに再び集めた作品を収めようとした。「グラン・シャトー」は1885年に完成した。

### オマール公によるコレクションの形成

#### コンデ公爵家の遺産
歴代コンデ公たちは、大画家の絵画と彼ら一族の肖像からなるコレクションを徐々に形成していった。シャンティイ城において絵画が展示されるようになったのは、1643年、大コンデ（コンデ公ルイ2世）の時代からである。城には、大コンデの肖像画のほかに、彼がさまざまな戦争であげた武勲をあらわす作品群も保管されており、現在は公爵殿の戦闘の間にある。フランス革命の際、コレクションが散逸し、いくつかの絵画作品は失われてしまった。王政復古期に、ブルボン＝コンデ公ルイ6世アンリはコレクションを再興しようとし、ある程度の数の絵画を再収集した。主には、フランス画派、フランドル画派とオランダ画派の狩猟画と肖像画である。先のコンデ公の相続人であるオマール公アンリ・ドルレアンは、その全てを相続した。

#### コレクターの初期

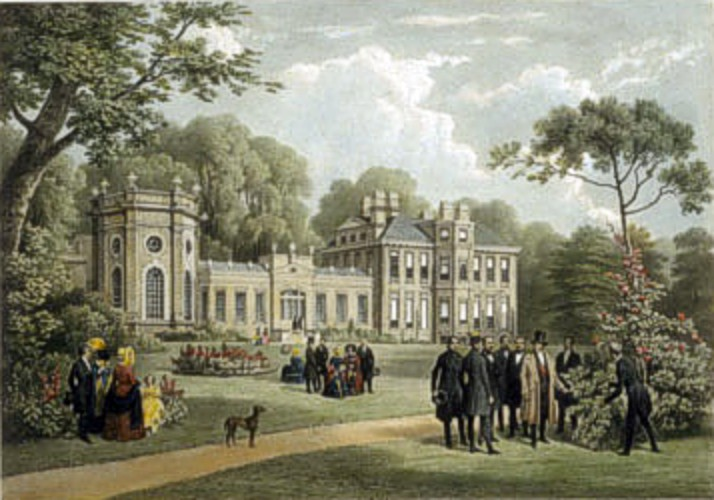
Orleans House, à Twickenham, résidence du duc d'Aumale lors de son exil en Angleterre

オーマル公アンリ・ドルレアンは、新しい妻マリー＝カロリーヌ・ド・ブルボン＝シシルのために整えたシャンティイ城のプティ・シャトーの中の居室を飾るため、1844年より作品の購入を始めた。 初期の購入作品は、いくつかの18世紀の肖像画で、ラルジリエールとジョゼフ＝ジフラン・デュプレシによるものを含む。だがオマール公が本当にコレクターとしての道を歩み始めたのは1848年、亡命への出立以降であった。1852年に、ルイ＝ナポレオンはオマール公とオルレアン家に対し、 接収下にある財産の売却を求めた。これにより、オマール公は、かなりの資金を即座に使えるようになった。1850年から、彼は父親の死を機会に売りに出されたコレクションの取得を開始し、テオドール・ジェリコーによる《厩舎を出る馬》を買い上げた。 1852年、ロンドンの邸宅であるトゥイッケナムに居を定めると、彼は幾人かの助言者の助力を得つつ、コレクション形成に集中するようになった。 彼が選んだ作品群は二つの方向性を示している。つまり、彼自身の高名な祖先たちに関連するか、彼らが所蔵していた諸作品、それからもう一つの方向としては、彼自身を亡命に追い込んだフランスの威信ある歴史の記録である。

#### コレクションの大規模取得と限定的な購入の併用
1854年、オマール公は、義理の父親であるレオポルド・ディ・ボルボーネ＝ナポリの蒐集品を取得するが、このコレクションには現在展示されているイタリア絵画の半数以上が含まれていた。それと同時に、彼は公的なオークションでニコラ・プッサンの《嬰児虐殺》を購入した。愛書家としても専門の知見を持っていたオマール公は、中世の彩飾写本も購入しており、その中には1856年にイタリアで手に入れた『ベリー公のいとも豪華なる時祷書』がある。1861年に、ルーヴル美術館の学芸員をしていたフレデリック・レゼのコレクションが売り立てが行われたことは、現在コンデ美術館で最高級の、デューラー、ラファエロ、プッサンらの素描を取得する機会となった。1869年、メゾン侯爵のコレクションを購入すると、18世紀絵画と19世紀のオリエンタリズム絵画が加わった。1869年のドゥルセールでの売り立てにおいては、オマール公はラファエロの《オルレアンの聖母》を購入することに成功した。この作品は、作品名にも記されているようにオマール公の一族に属していたものであった。
1871年にフランスに帰国し、アカデミー会員になったオマール公は、コレクション獲得を続けた。1876年、オマール公は、サザランド公爵のもとで、アレクサンドル・ルノワールによって収集されロンドンのスタフォード・ハウスに保存されていたフランス人の肖像画コレクションを買い上げる。つまり、フランソワ・クルーエ、コルネイユ・ド・リヨン、ピエール・ミニャール、そしてフィリップ・ド・シャンパーニュのものである。三年後には、イタリア初期ルネサンスの諸作品やプッサン一点、そしてフランソワ・ジェラールやアングルの作品群を含むフレデリック・レゼのコレクションを買い上げた。1881年は、クルーエとカーリスルに当時帰属されていたカトリーヌ・ド・メディシスのコレクション由来の311点の肖像画の番だった。その後は、さらに規則的に購入が行われるようになる。1885年には《三美神》、1890年にはコローの《田園の奏楽》、1891年にはジャン・フーケ作の《エティエンヌ・シュヴァリエの時祷書》からの40葉の写本抜粋、1892年には、フィリッピーノ・リッピの《アハシュエロス王に選ばれるエステル》である。

### 展示ケースの改善

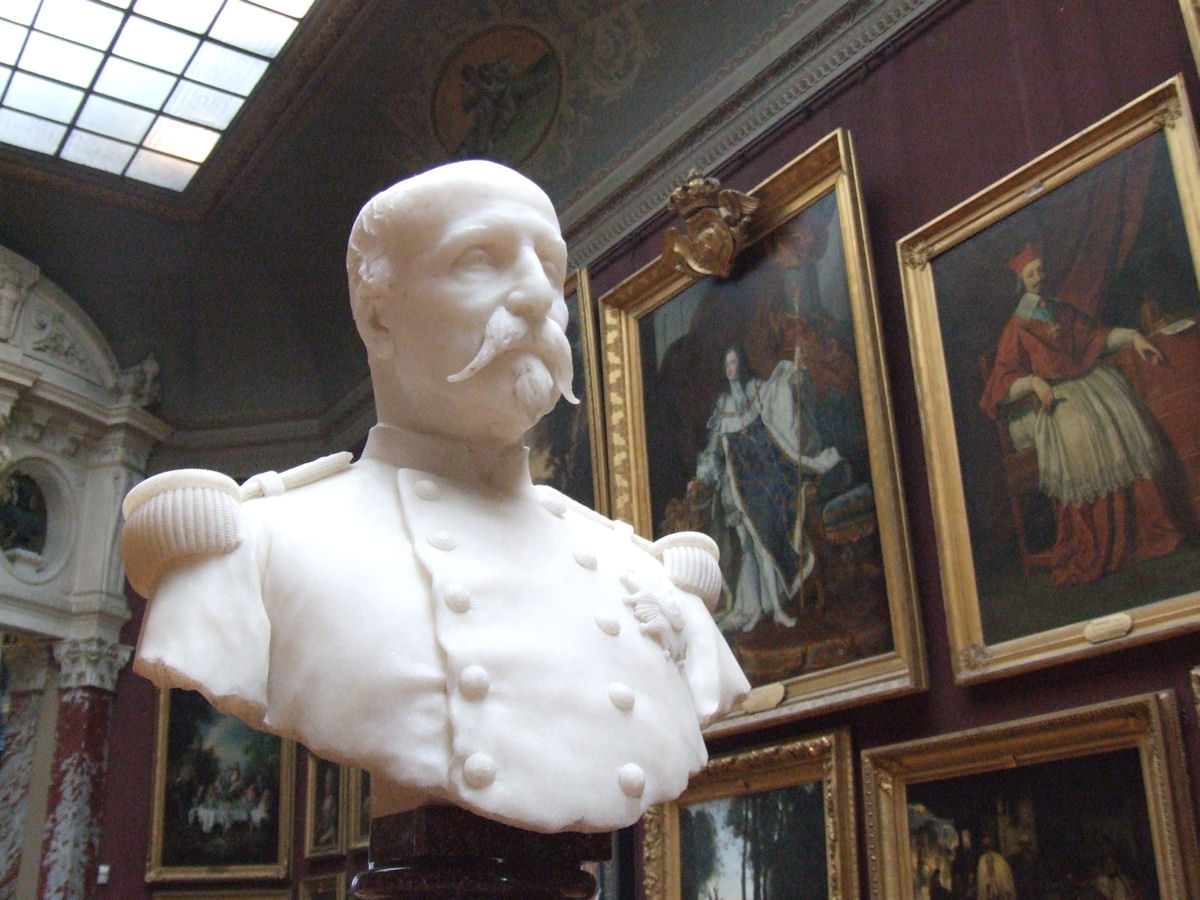
大広間中央にあるポール・デュボワ作のオマール公胸像彫刻

1875年に、オマール公は建築家オノレ・ドメ（Honoré Daumet、 1826-1911）とともに、フランス革命の後に破壊されて以来、更地になっていた台地に、グラン・シャトー（城館）を再建するプロジェクトを行うこととした。それ以来、オマール公は、自身の居城と客間に加えて、彼が収集したコレクションを収蔵し展示するためのギャラリーを構想するようになる。とりわけ、エクアン城に由来するプシュケの神話のステンドグラスを展示するためのガラスのはまった回廊が構想された。この大仕事は1882年に完成し、1885年には内部も整備される。建築家ドメは「サンチュアリオ」やトリビューナのような小部屋を重視し、自然光で照らした。内部装飾には、当時の有名な芸術家たちを起用した。画家ポール・ボードリー、彫刻家アンリ・シャピュ、ロラン・マルクスト、ジョルジュ・ガルデ、金細工師のエミール・フロマン＝ムーリスなどである。1886年から1889年にかけての二度目の亡命の際には、オマール公は母屋を美術館に、劇場を図書室に再建した。オマール公は定期的に客を招いて、接待の際には城館を案内させコレクションを見せた。1872年から1897年に行われた再建の工事にかかった費用は推定で5,365,758.17フランといわれる。
1878年3月より、オマール公は気候のよい時期、つまり6月1日から10月1日の間、毎週木曜と日曜に城を一般公開することを決める。

### フランス学士院への寄付
1884年6月3日の遺言書において、直接の相続人がいなかったオマール公は、そのコレクションをシャンティイーのほかの領地とともにフランス学士院に遺贈した。彼自身もすでに、学士院に従属する二つのアカデミーの会員であった。1871年よりアカデミー・フランセーズ、1880年より芸術アカデミーの会員だったのだ。この遺贈は、彼にとってはコレクションの散逸を防ぐ手段である。当時のオワーズ県知事でその後外務大臣となる[:fr]ジュスタン・ド・セルヴ(仏語Wikipedia)がこの寄贈について示唆したのであろう。1886年6月22日の国外追放によりオマール公は再び居城を去ることを余儀なくされ、それ以降は、この遺贈を、使用権を確保した上で、生前の最終的な寄付へと変えた。1886年10月25日に証書が公示された。この寄贈の条件は非常に厳しいものである。つまり、作品の展示の変更は許されず、コレクションの売却や貸し出しも認められない。寄付の証文は1886年12月20日の大統領令により最終的に受け入れられた。その法令によると、城館の運営指揮は三人の学芸員が共同で行うこととされ、アカデミー・フランセーズの会員より一名、芸術アカデミーの会員より一名、そして他のアカデミーから一名の会員がその任に当たることとされたが、実際にはこの最後の一名は碑文・文芸アカデミーか政治道徳アカデミーから選ばれた。日常的なコレクションの管理のために学芸員補が任命されたが、初代はそれまでオマール公の秘書であったギュスターヴ・マコン（Gustave Macon, 1865-1930）であった。三人の学芸員および学芸員補には、公園入り口にあるアンギアン城の中に住居が与えられたが、そこに居住することが義務付けられたのは学芸員補のみである。この寄贈は、オマール公が死去する1897年8月7日に有効となる。

### 寄贈以降の美術館のあゆみ

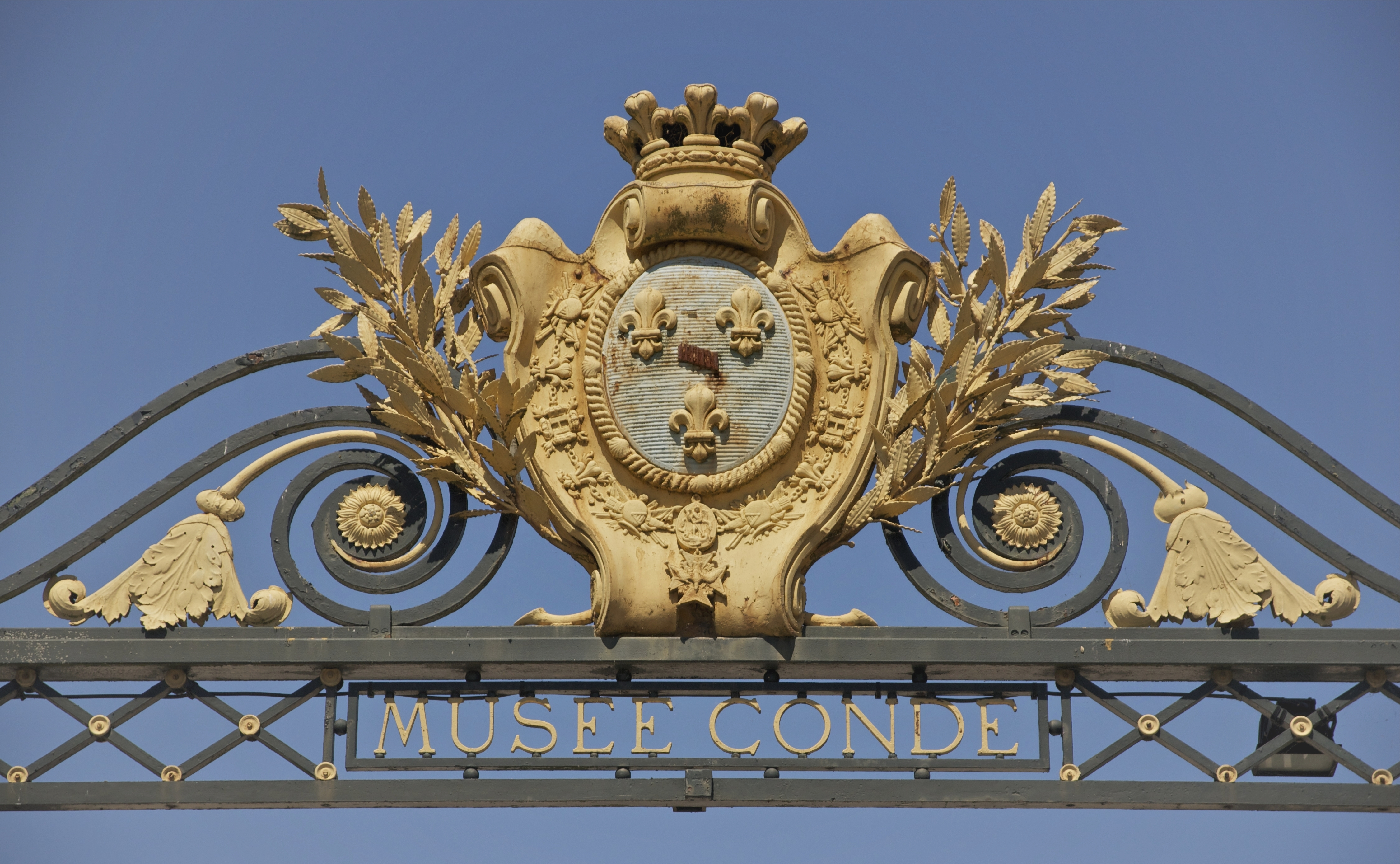
入城門にはブルボン＝コンデ家の紋章をかたどった美術館の看板が掲げられている。

#### ギュスターヴ・マコンの美術館

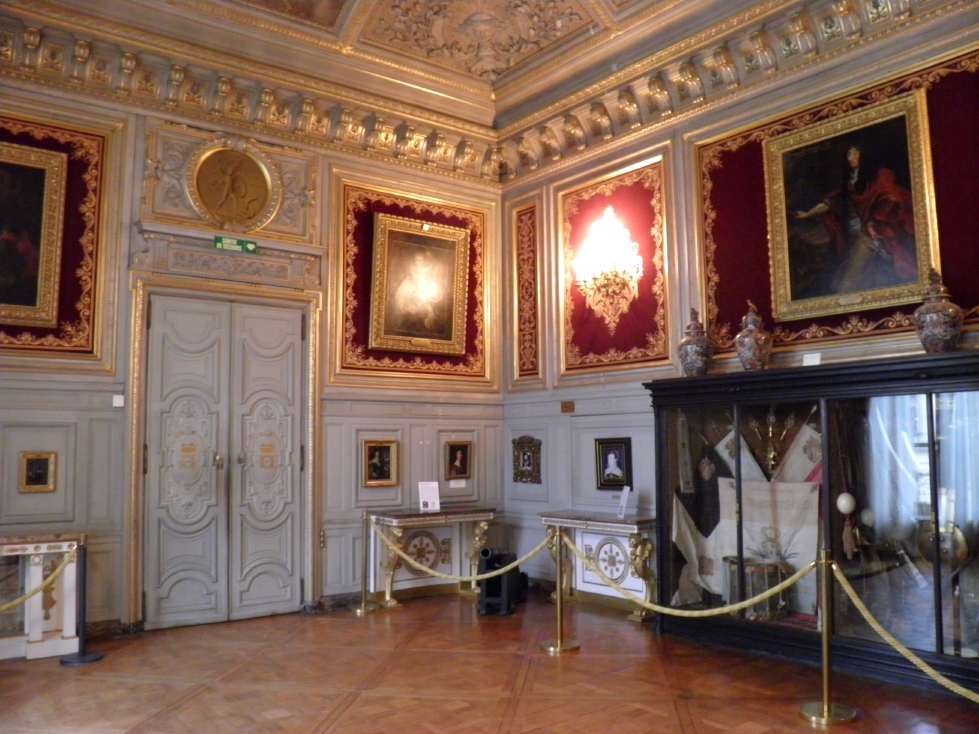
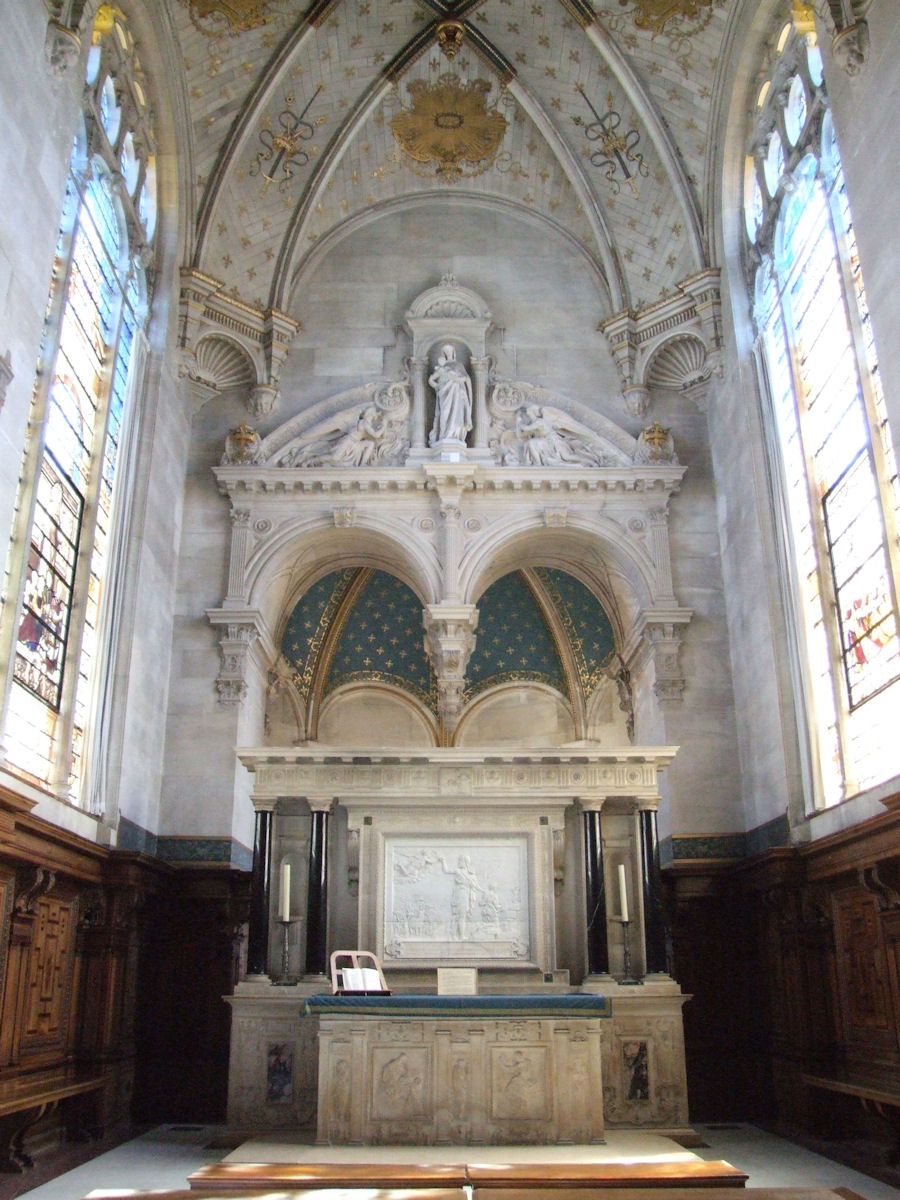
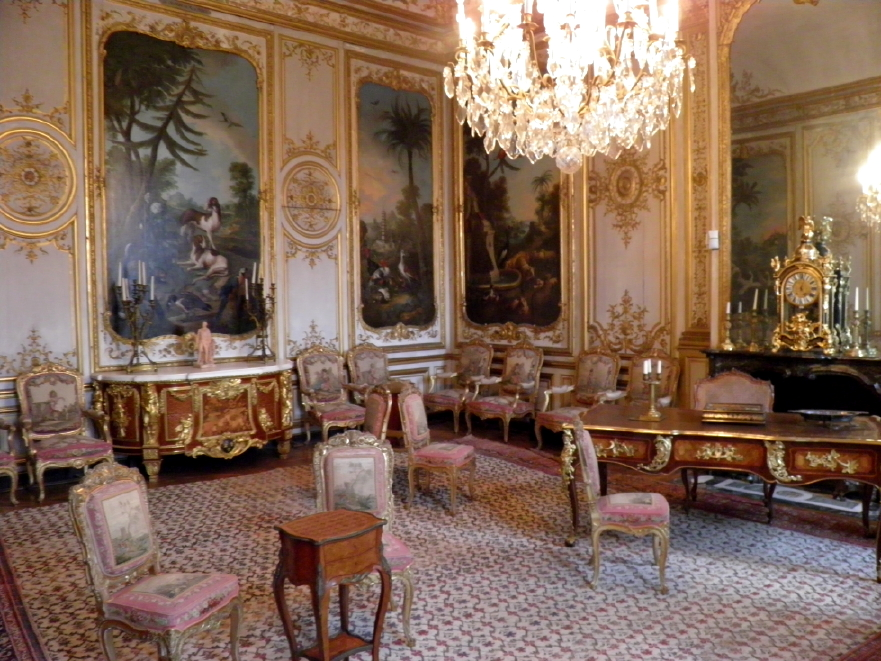
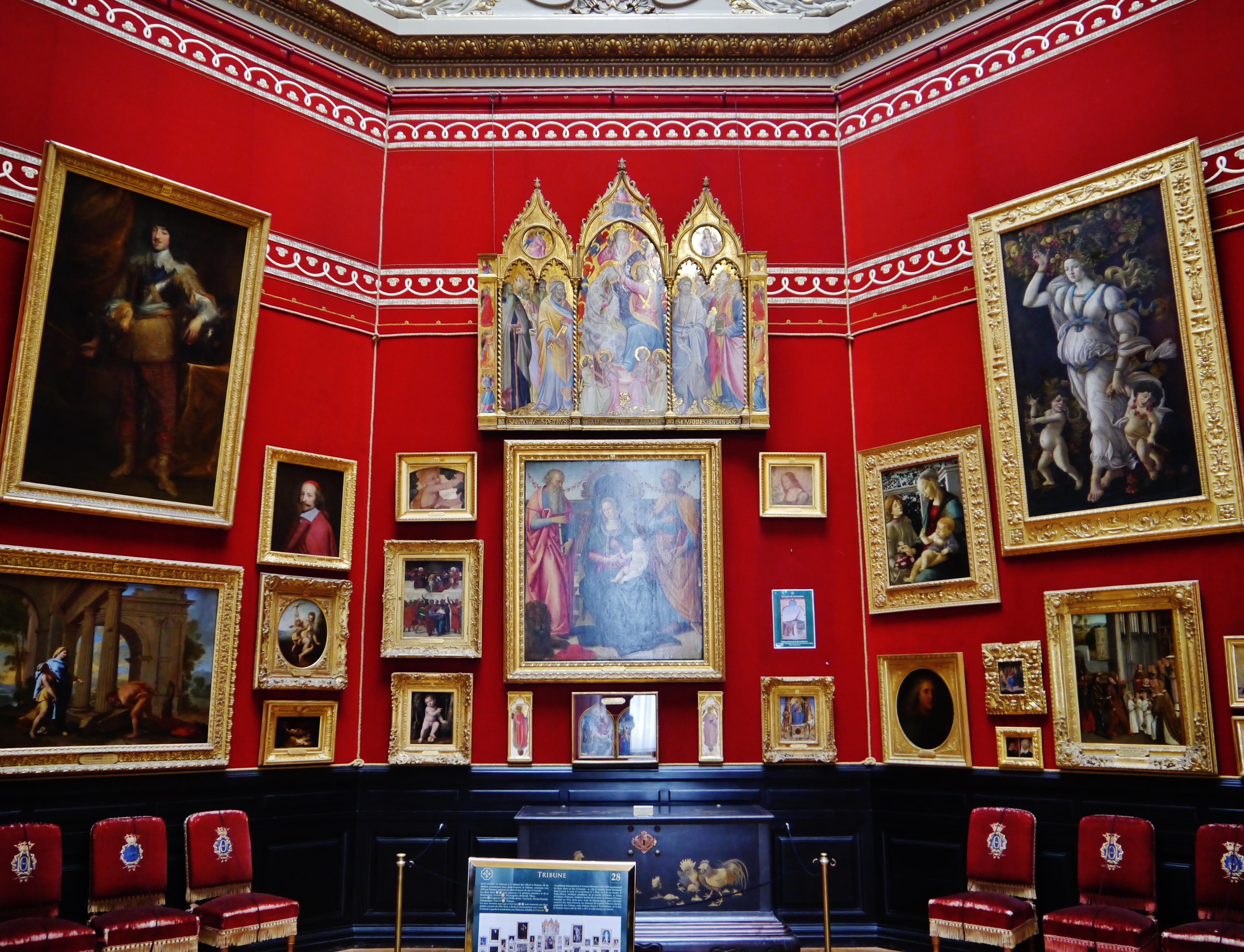
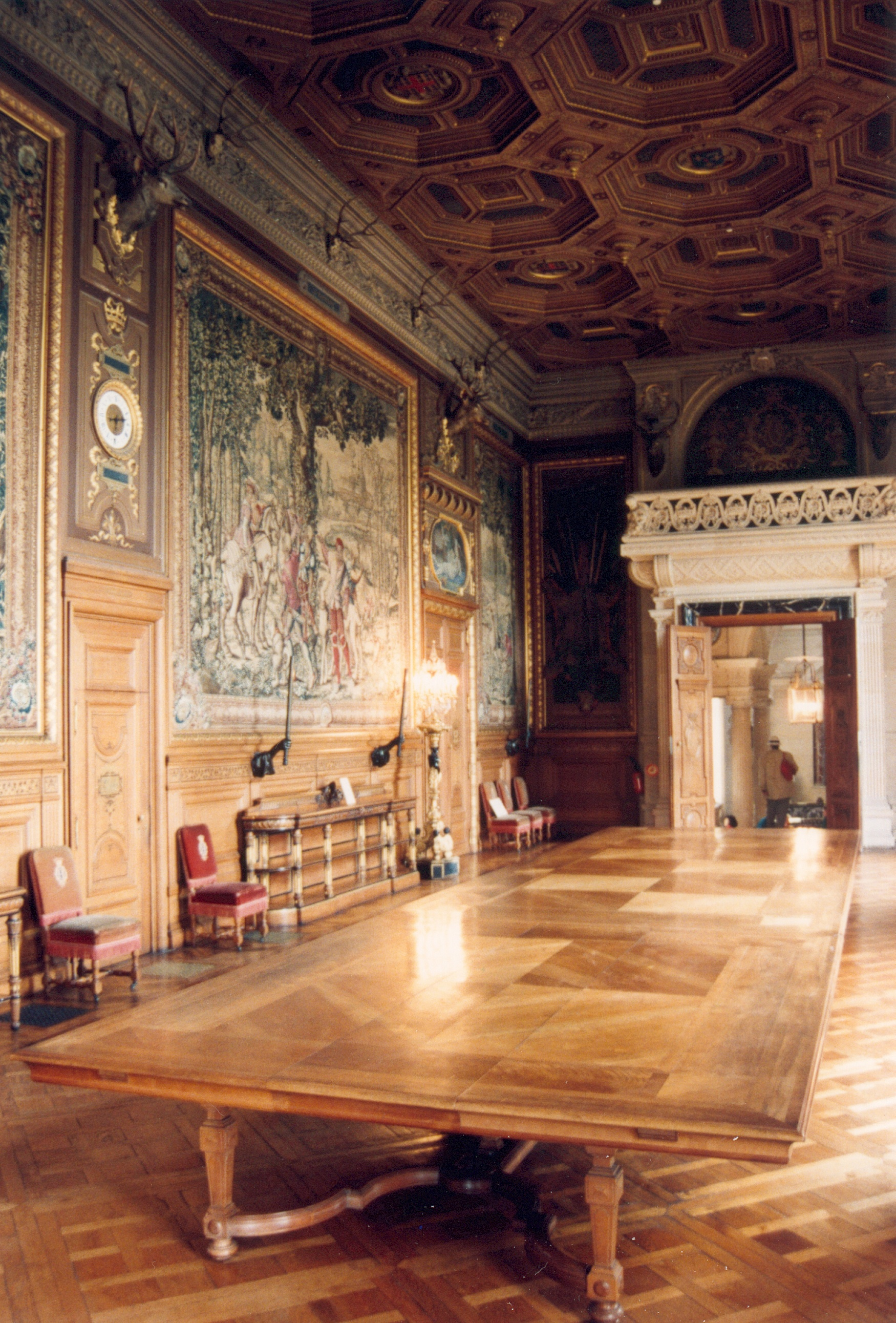

## 絵画コレクション

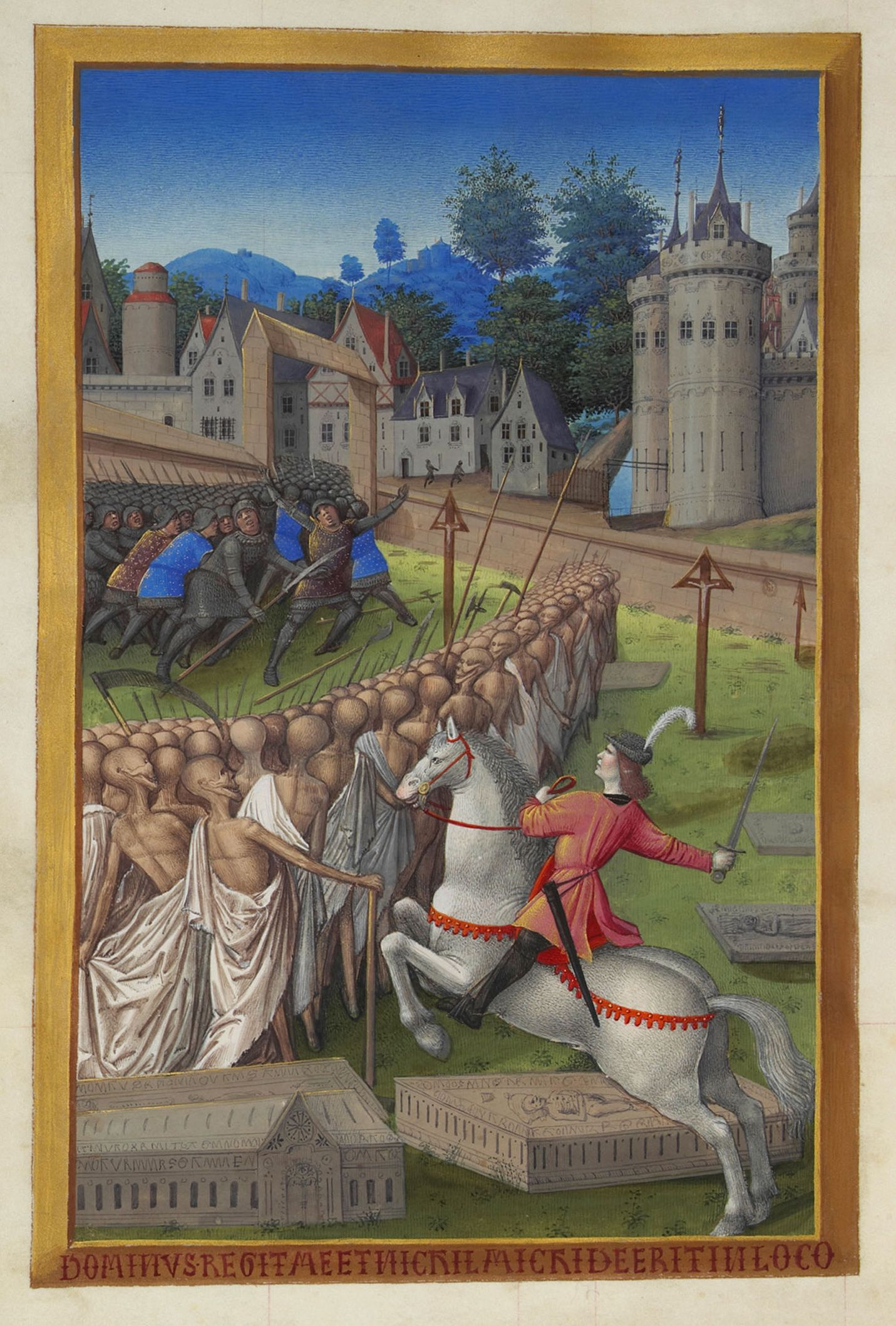
『ベリー公のいとも豪華なる時祷書』より「El caballero de la Muerte（死の騎士）」
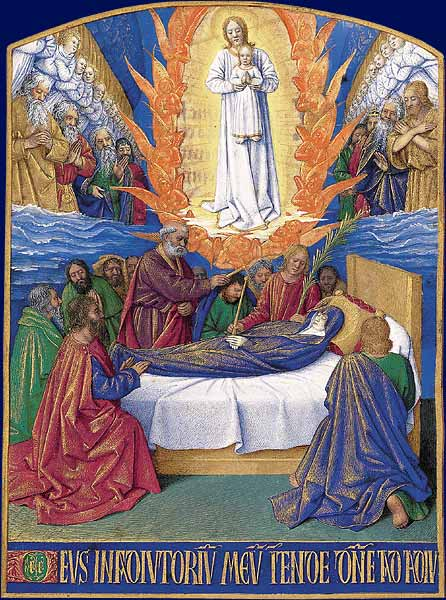
ジャン・フーケ 『聖母の死』 (エティエンヌ＝シュバリエの時祷書)
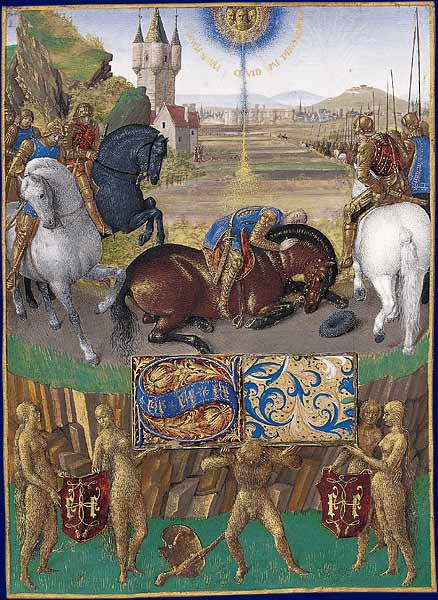
ジャン・フーケ 『ソールの回心』
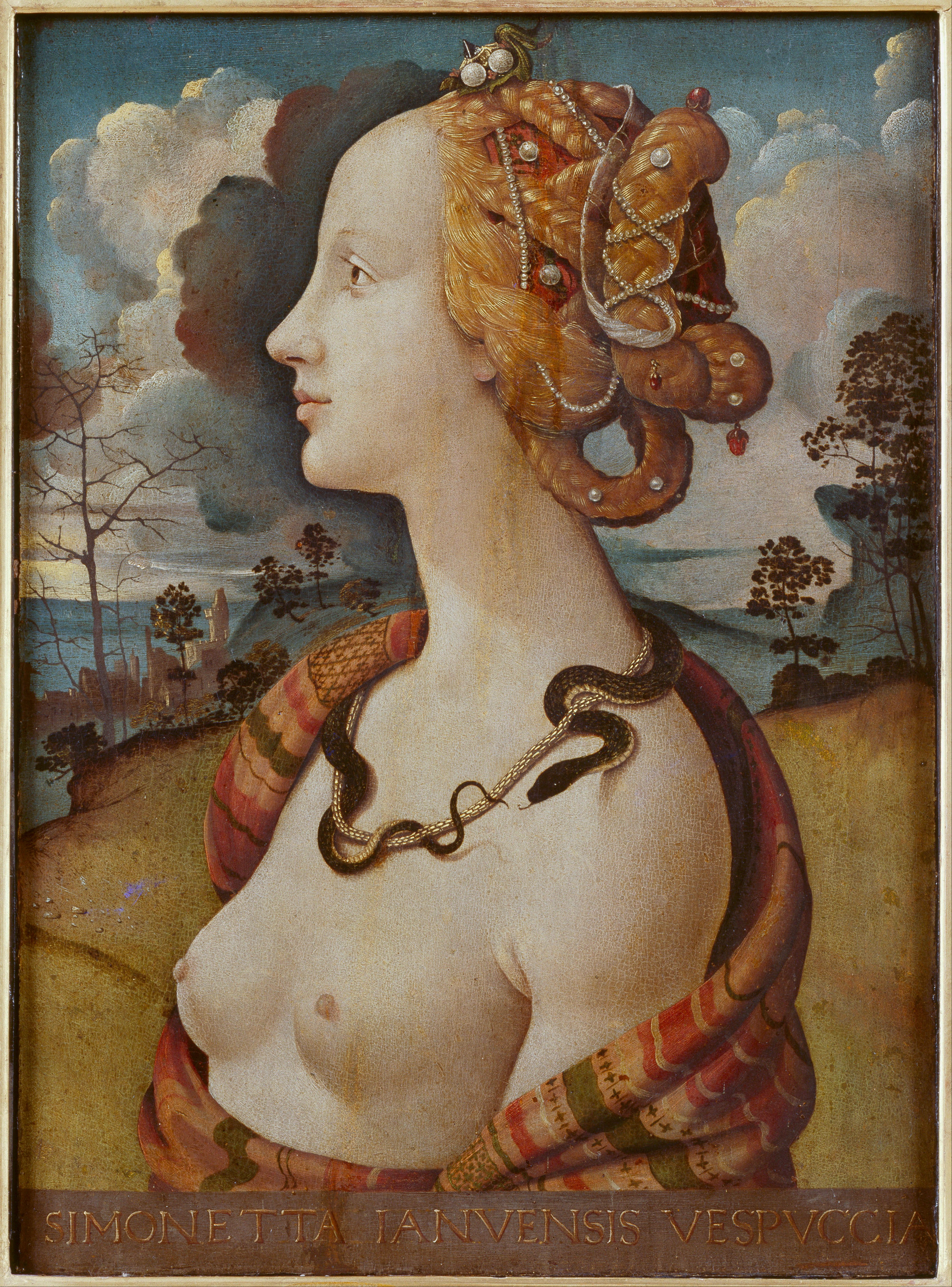
ピエロ・ディ・コジモ 『シモネッタ・ヴェスプッチの肖像』(1480年代)
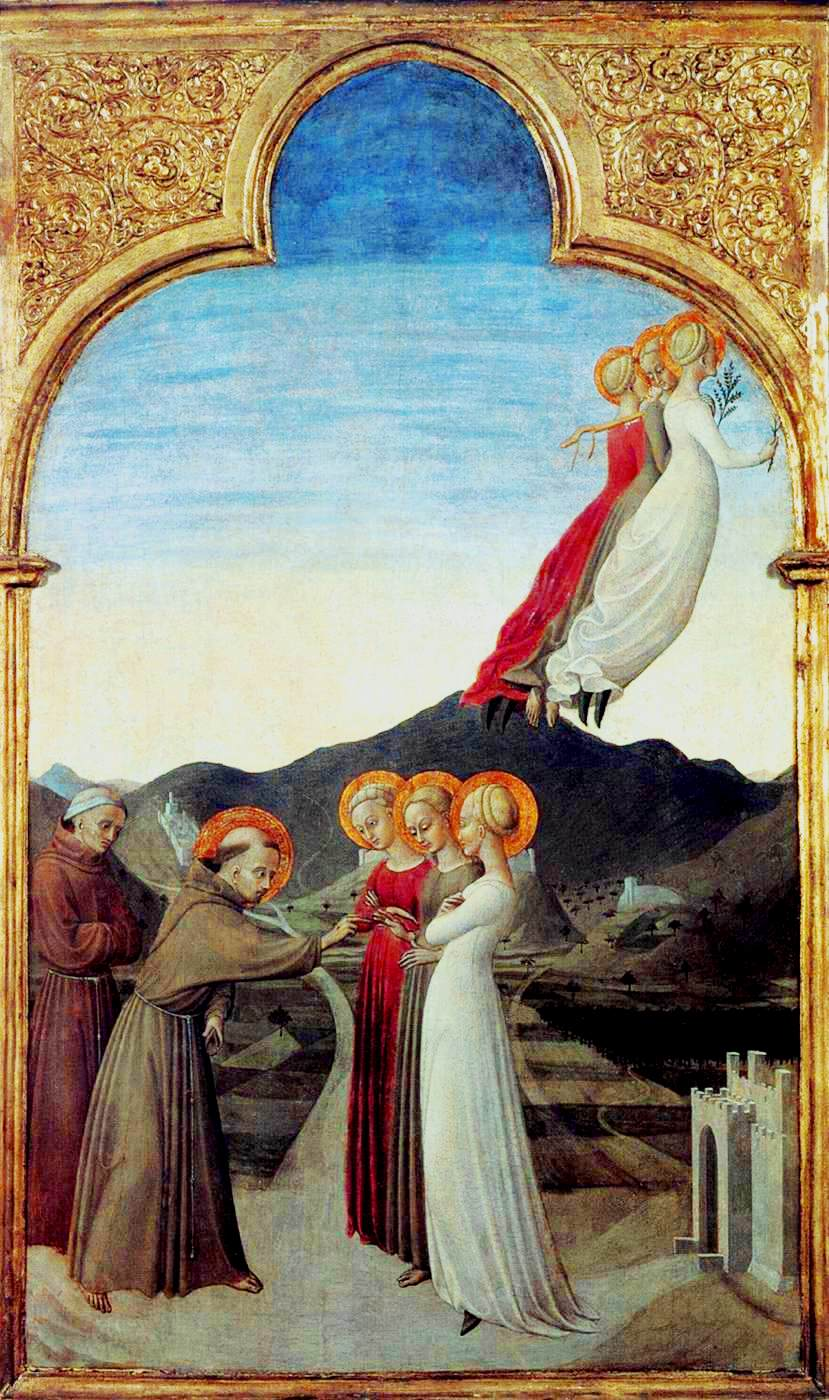
サセッタ 『聖フランチェスコの清貧との結婚』
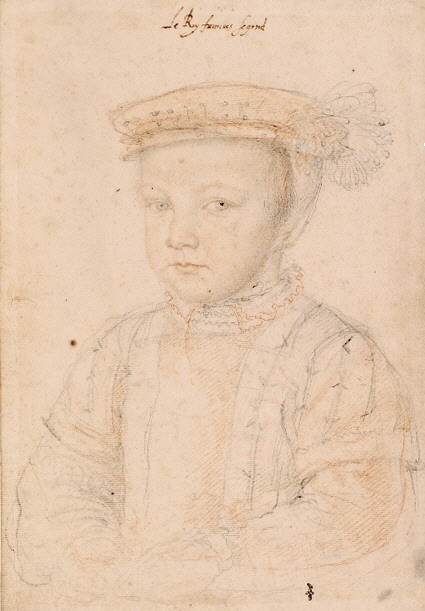
フランソワ・クルーエの素描『フランソワ2世の肖像』
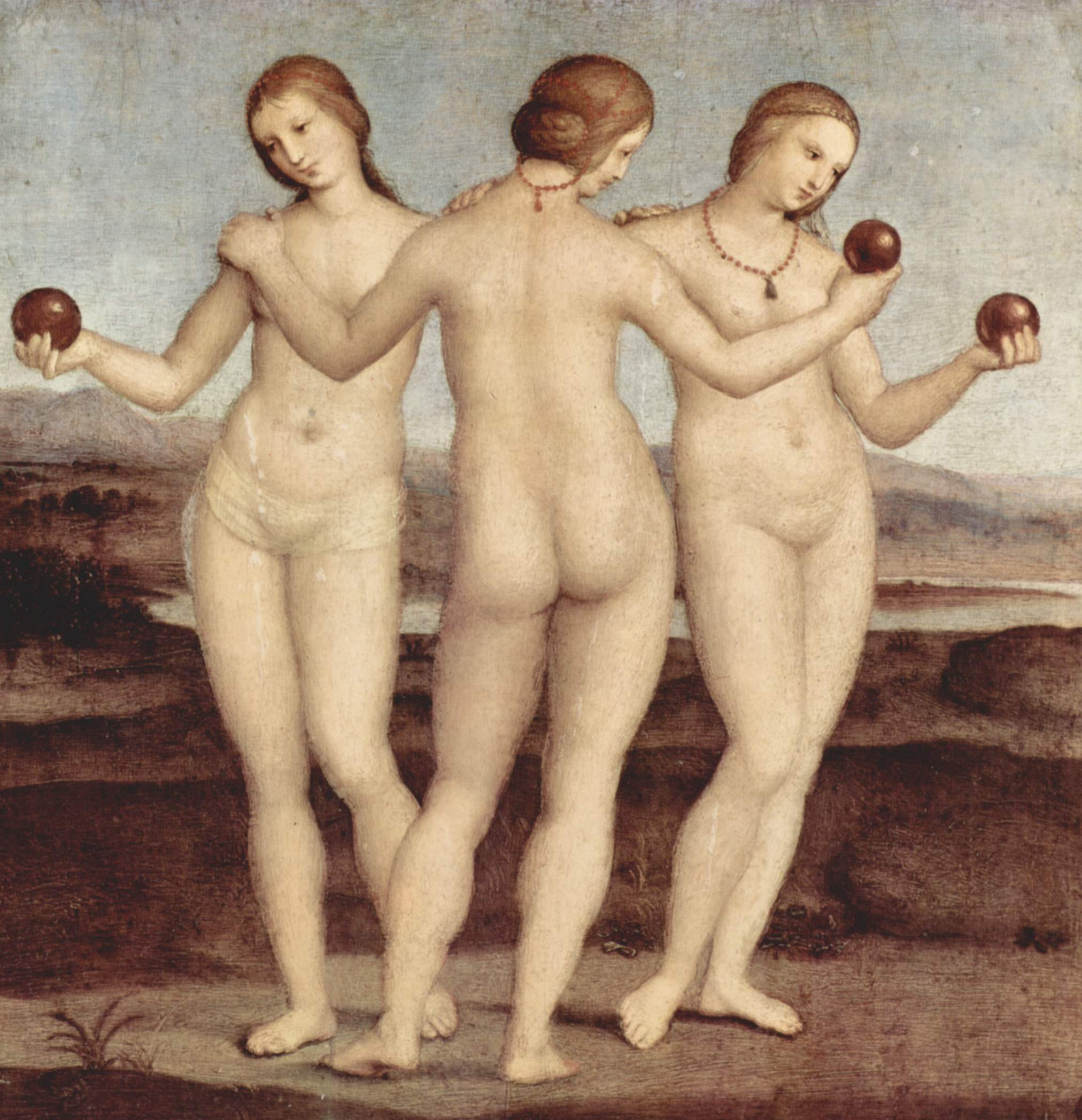
ラファエロ・サンティ 『三美神』
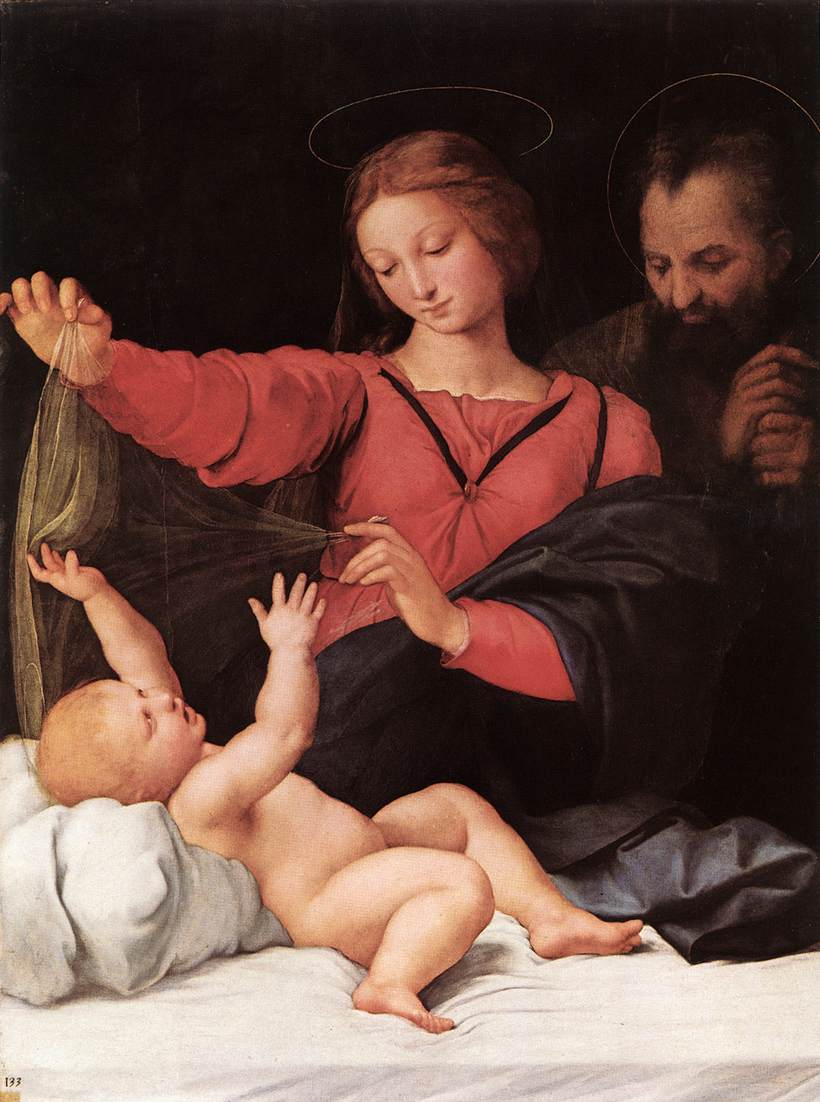
ラファエロ・サンティ 『ロレートの聖母』
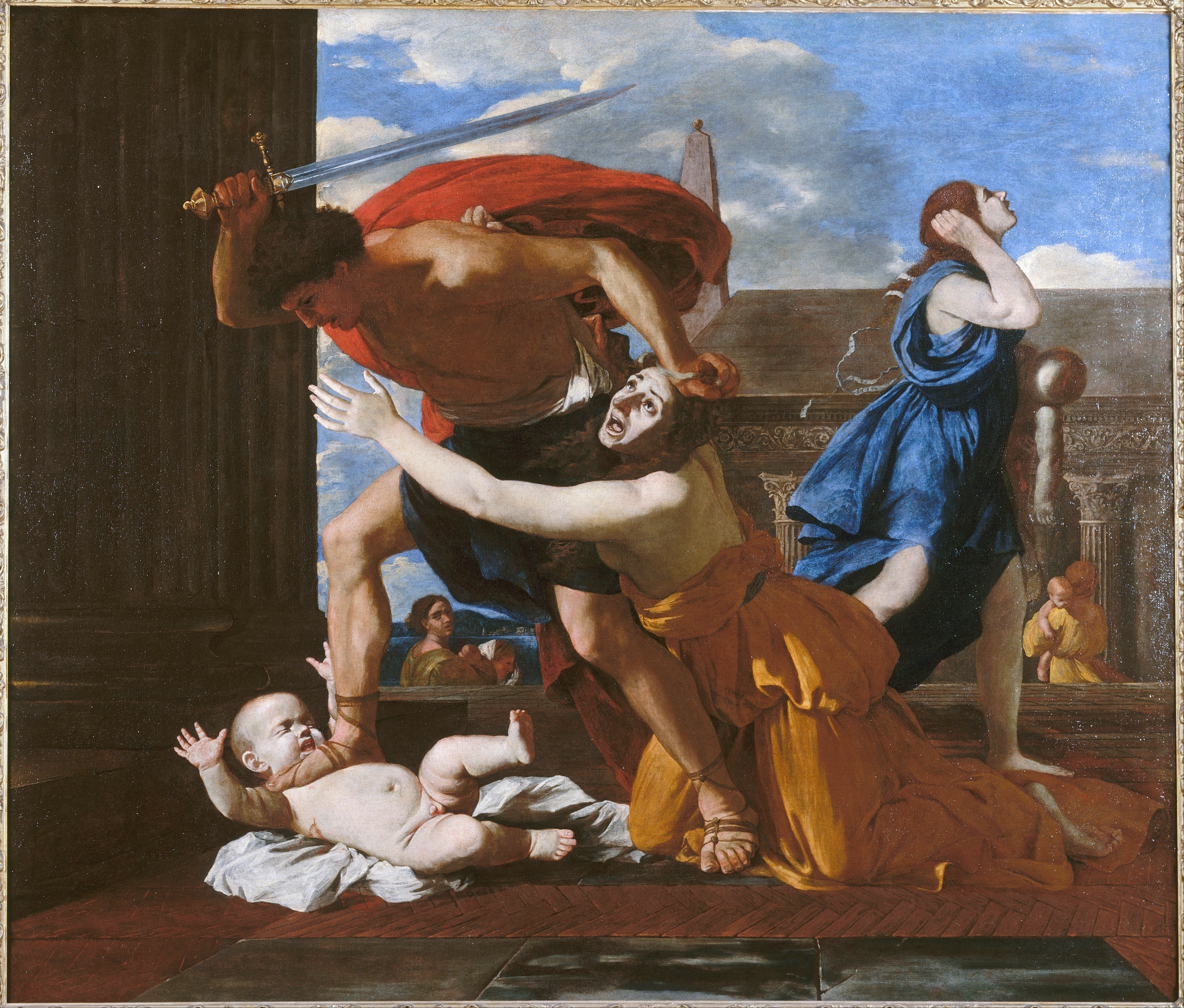
ニコラ・プッサン 『幼児虐殺』
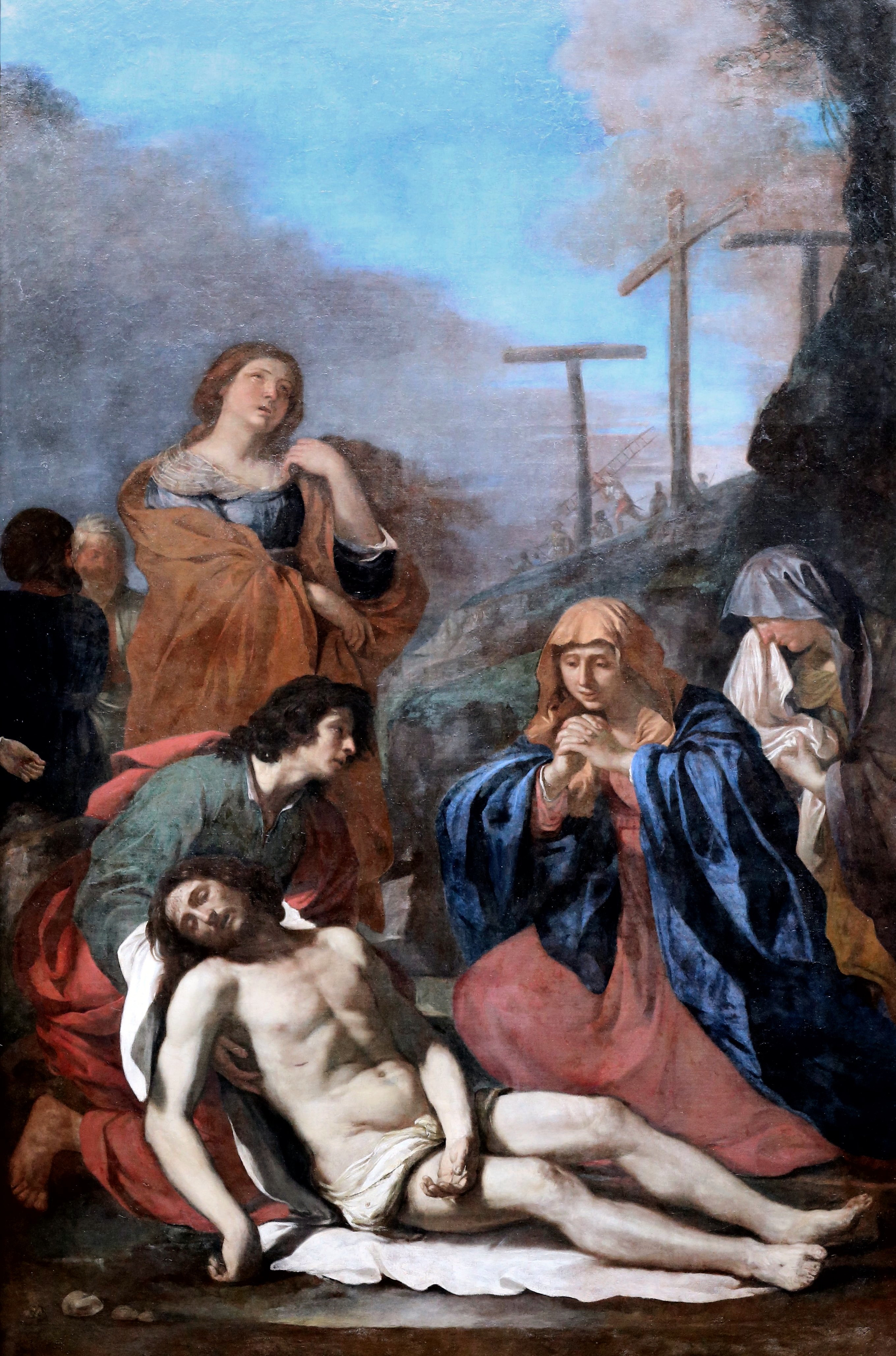
グエルチーノ 『ピエタ』
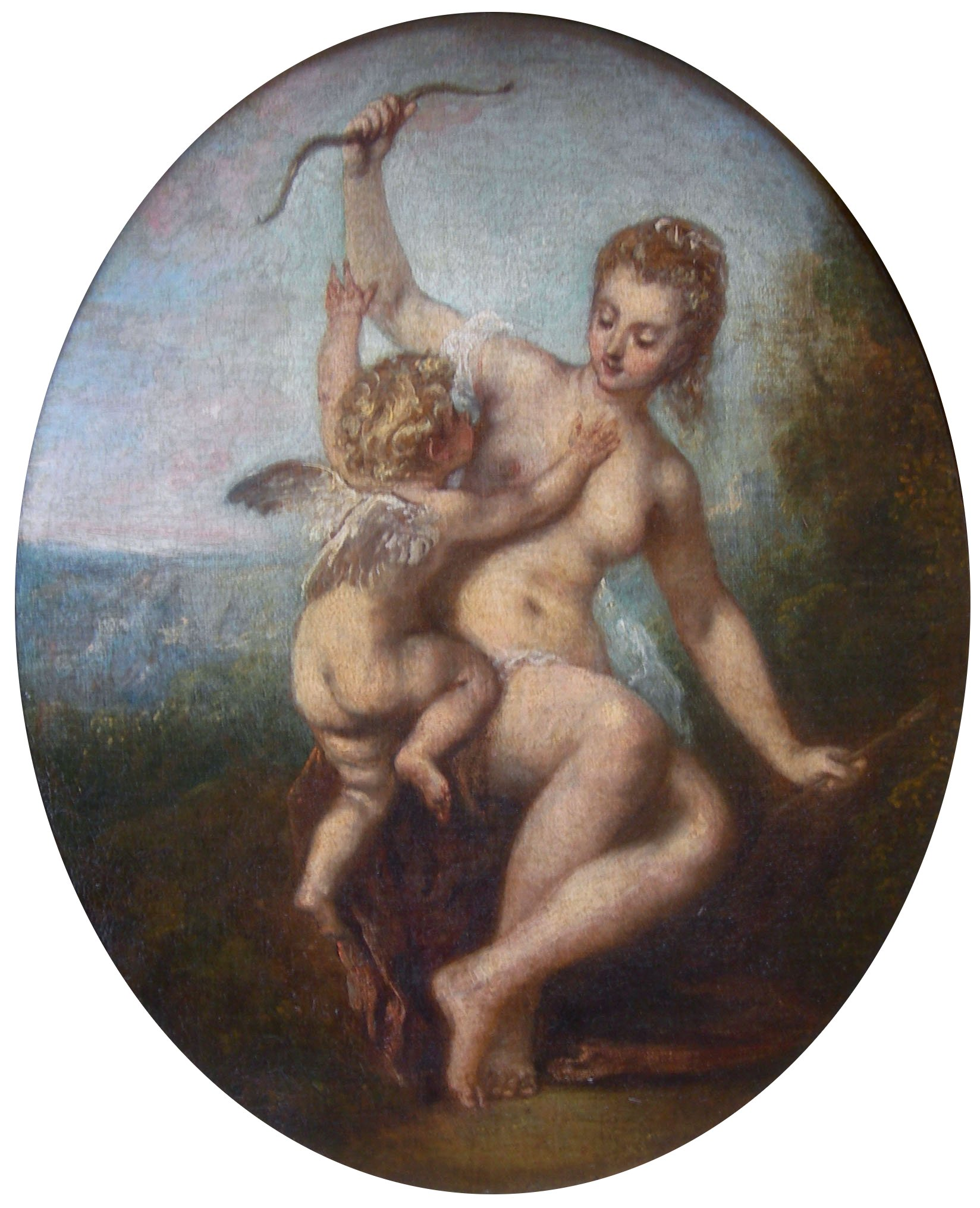
アントワーヌ・ヴァトー 『キューピッドの弓矢を取り上げるヴィーナス』
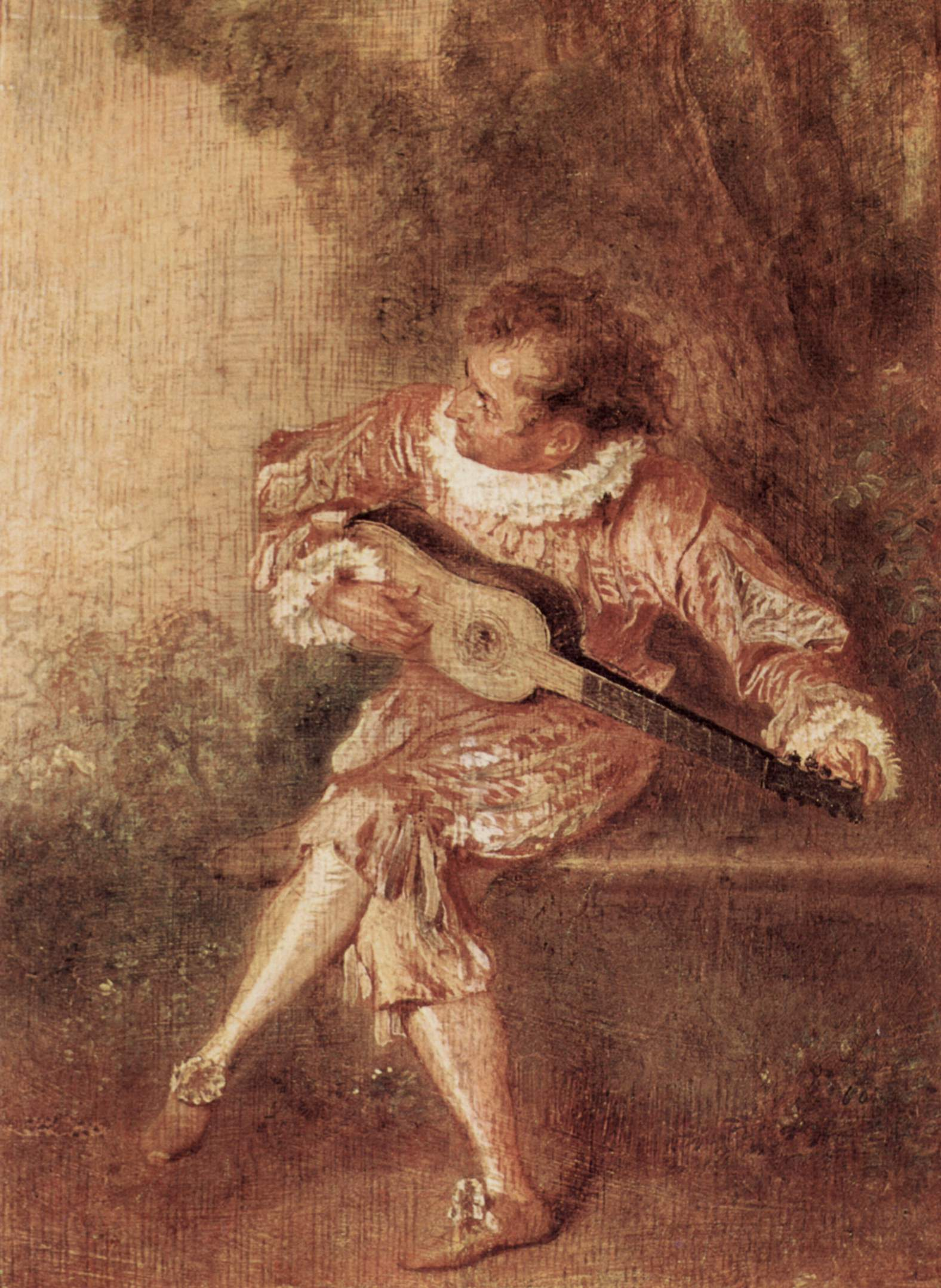
アントワーヌ・ヴァトー 『ラ・セレナータ (メズタン)』
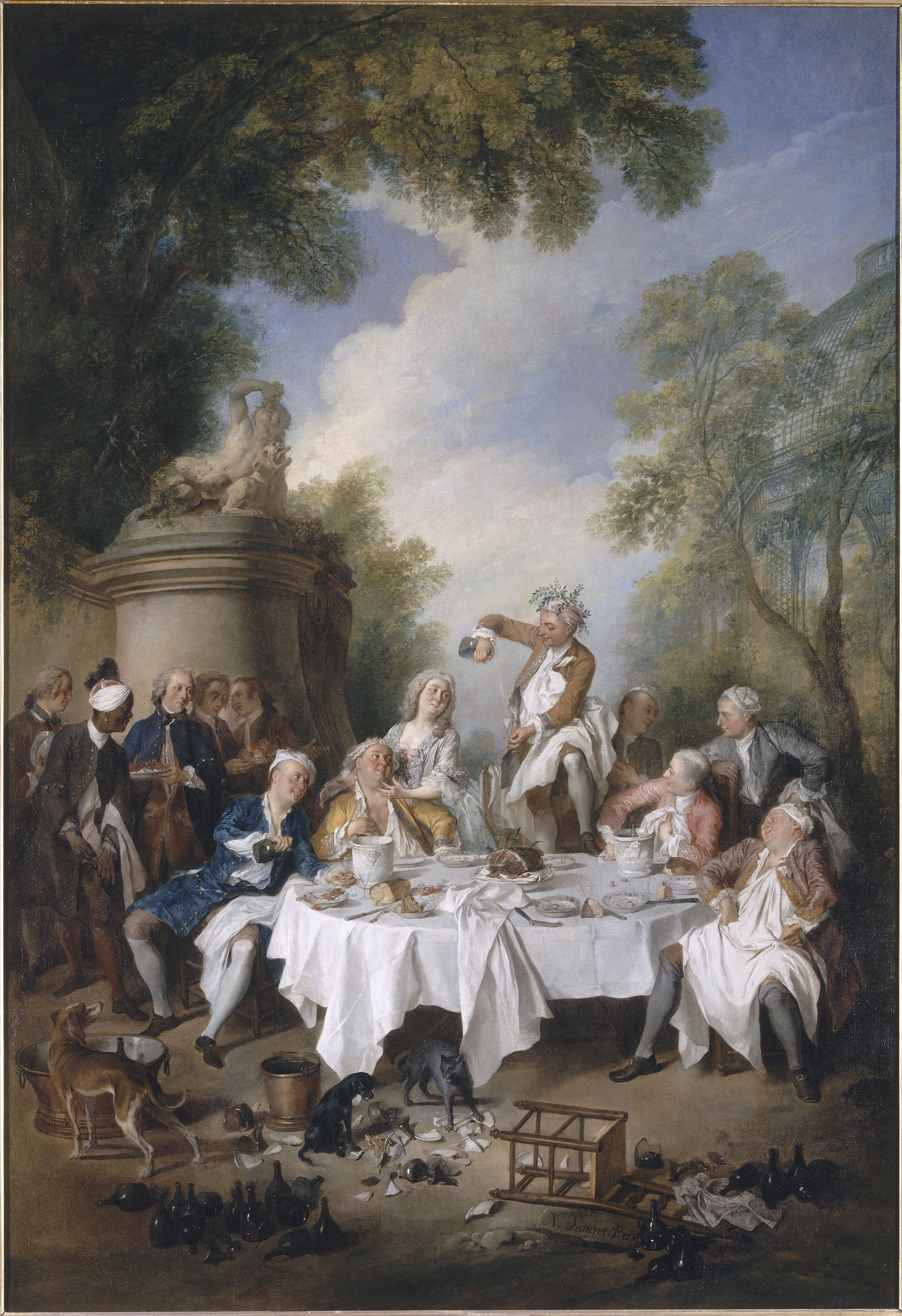
ニコラ・ランクレ 『雅宴図』
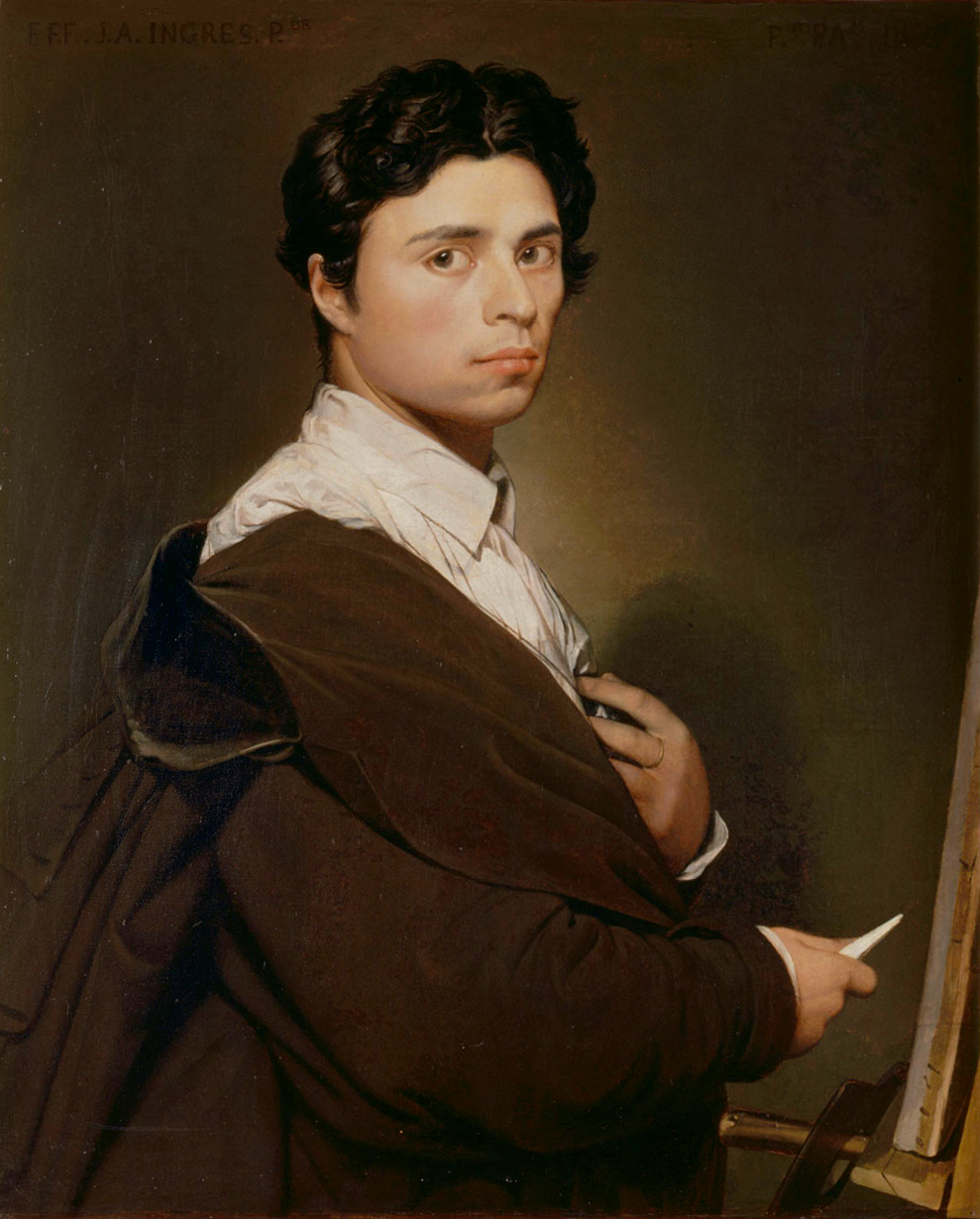
ドミニク・アングル 『24歳の自画像』
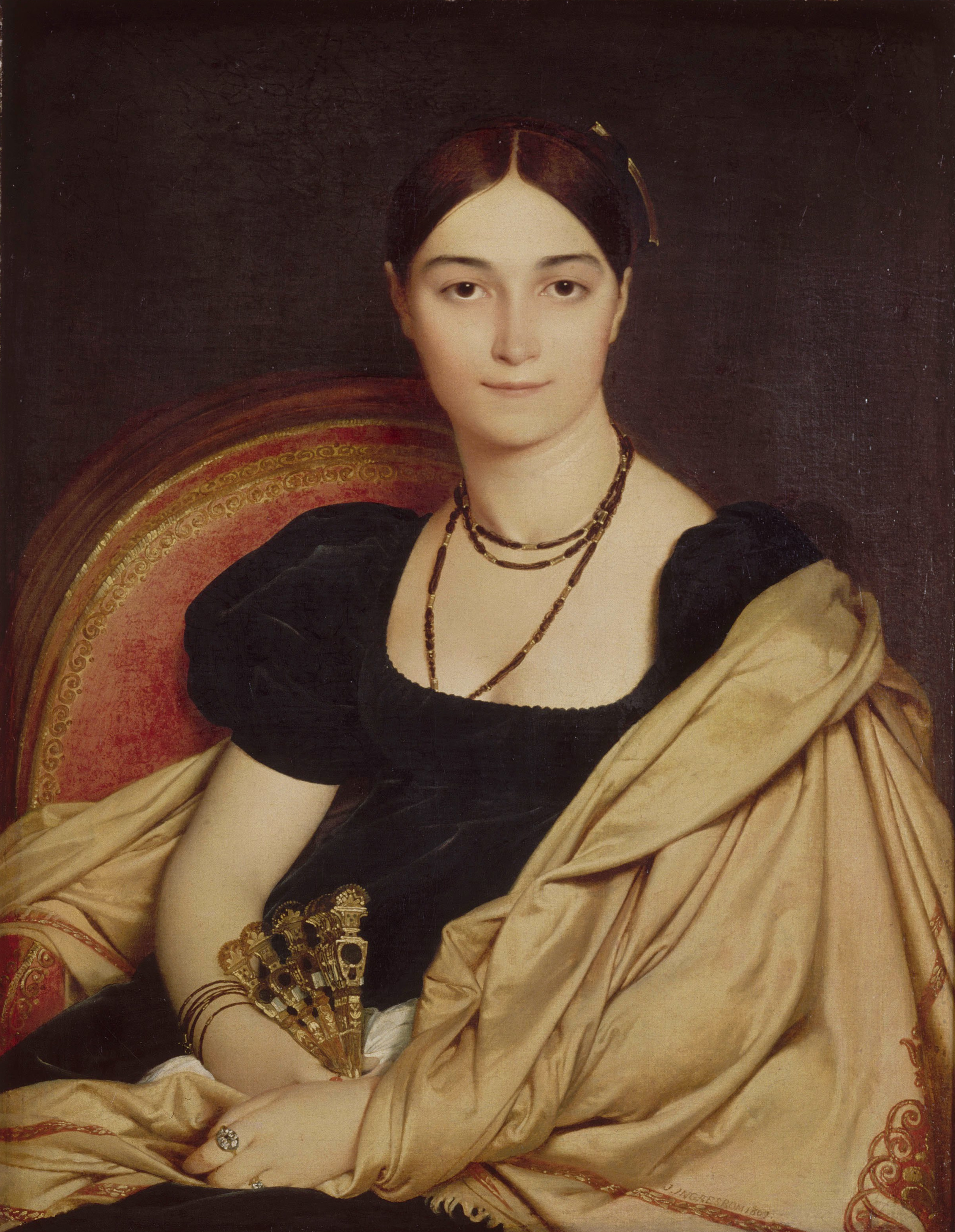
ドミニク・アングル 『ドヴォーセ夫人の肖像』
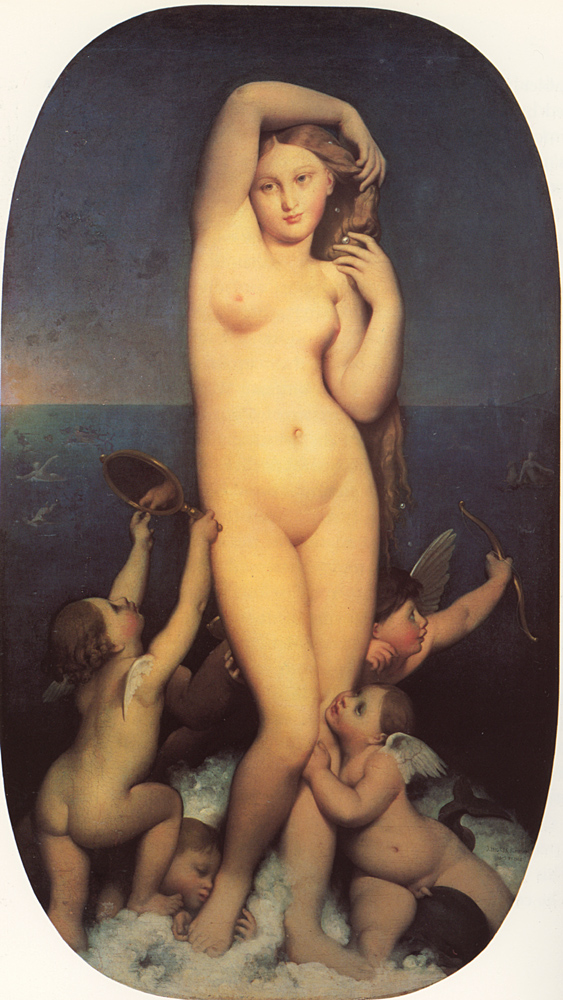
ドミニク・アングル 『海から上がるヴィーナス』

### 美術館の歴史
- Gustave, Macon (no date) [1899]. Musee Conde : Itineraire. Paris: Braun, Clement et Cie, successeurs (Paris). p. 124 2013年1月4日閲覧。
- Gustave, Macon (no date) [1910] (PDF). Chantilly et le musee Conde. Paris: Henri Laurens. p. 300 2013年1月4日閲覧。
- Raoul, de Broglie (no date) [1964]. Chantilly. Calmann-Levy. p. 273
- Jean-Pierre, Babelon (no date) [1999]. Le Chateau de Chantilly. Paris: Scala-Domaine de Chantilly. p. 247. ISBN 978-2-86656-413-1

### 所蔵品
- Nicole Garnier-Pelle, Les Tableaux de Chantilly, la collection du duc d'Aumale, SkiraFlammarion - Domaine de Chantilly, 2009, p.295 (ISBN 978-2-08-122828-3)
- Albert Châtelet, François-Georges Pariset et Raoul de Broglie, Chantilly, musée Condé. Peintures de l'École française XVe - XVIIe siècle, Réunion des musées nationaux, coll. « Inventaire des collections publiques de France » (no 16), 1970
- Elisabeth de Boissard et Valérie Lavergne, Chantilly, musée Condé. Peintures de l'École italienne, Réunion des musées nationaux, coll. « Inventaire des collections publiques de France » (no 34), 1988, p.212 (ISBN 978-2-7118-2163-1)
- Nicole Garnier-Pelle, Chantilly, musée Condé, Peintures du XVIIIe siècle, RMN, coll. « Inventaire des collections publiques françaises », 1995, p.222 (ISBN 978-2-7118-3285-9)
- Nicole Garnier-Pelle, Chantilly, musée Condé, Peintures des XIXe et XXe siècles, RMN, coll. « Inventaire des collections publiques françaises », 1997, 445 p. (ISBN 978-2-7118-3625-3)
- Nicole Garnier-Pelle (dir), Les Peintures italiennes du musée Condé à Chantilly, Trieste, Generali / Institut de France, 2003, p.320 (ISBN 978-88-7412-007-9, LCCN 2004-476843)
- Ludovic Laugier et Anne-Marie Guimier-Sorbets, Le cabinet d’antiques du duc d’Aumale à Chantilly : De L’Égypte à Pompéi, Éditions d’Art Somogy, 2002, p.143 (ISBN 978-2-85056-551-9)
- Nicole Garnier-Pelle, Trésors du cabinet des dessins du Musée Condé à Chantilly : Histoire de la collection du duc d’Aumale, Paris, Somogy éditions d’Art, 2005, p.135 (ISBN 978-2-85056-866-4, LCCN 2005-431934)
- Anne Forray-Carlier: Le Mobilier du château de Chantilly. Éditions Faton, Dijon 2010, p.310 (ISBN 978-2-87844-131-4)
- Nicole Garnier-Pelle: La photographie du XIXe siècle à Chantilly. chefs-d’œuvre du musée Condé. Artlys, 2001, p.81 (ISBN 2-85495-178-6)